# Chlorocardium rodiei
Chlorocardium rodiei (bibirí de la Guayana o palo verde) es una planta miembro de la familia Lauraceae. Es una de las dos especies del género Chlorocardium, antiguamente se la había clasificado en el género Nectandra u Ocotea, como Nectandra rodiei o Ocotea rodiei. Otros nombres locales son sipiri, bebeeru y bibiru. Es nativa de la zona norte de Sud América, principalmente Guyana y Surinam. 
Es un árbol perennifolio que alcanza una altura de 15 a 30 m con un diámetro en su tronco de unos 35 a 60 cm. Posee hojas opuestas, simples, con un margen completo. Su fruto es una drupa que contienen una única semilla.
El alcaloide cíclico rodiasina (bisbenzylisoquinolina) fue aislado por primera vez partiendo de esta especie.

## Usos
Su madera es extremadamente dura y resistente, posee una dureza tal que no es posible trabajarla con herramientas comunes. Dado que es sumamente durable en condiciones marinas, su madera es muy utilizada para construir muelles y fue utilizada antiguamente para fabricar cañas de pesca con mosca. 
El palo verde se encuentra en la lista Roja de IUCN (1996) como Vulnerable. Se estima que se ha talado entre el 15 al 28% de los ejemplares originales existentes. La tala con propósitos comerciales comenzó a finales del siglo XVIII, pero gran parte de la tala se produjo con posterioridad a 1967 cuando se comenzaron a utilizar motosierras.
Los buques Fram y Endurance, que fueron los barcos de madera más resistentes que se construyeron jamás y que se hicieron famosos en las expediciones polares de Amundsen y Shackleton, estaban recubiertos de madera de palo verde en un intento de protegerlos de los daños del hielo.
La madera de palo verde es muy valorada y cotizada en la zona del Caribe, ya que la madera de pino es atacada por las hormigas de la madera.